# Cylindropuntia vivipara
Cylindropuntia vivipara là một loài thực vật có hoa trong họ Cactaceae. Loài này được (Rose) F.M.Knuth mô tả khoa học đầu tiên năm 1935.